# Karma

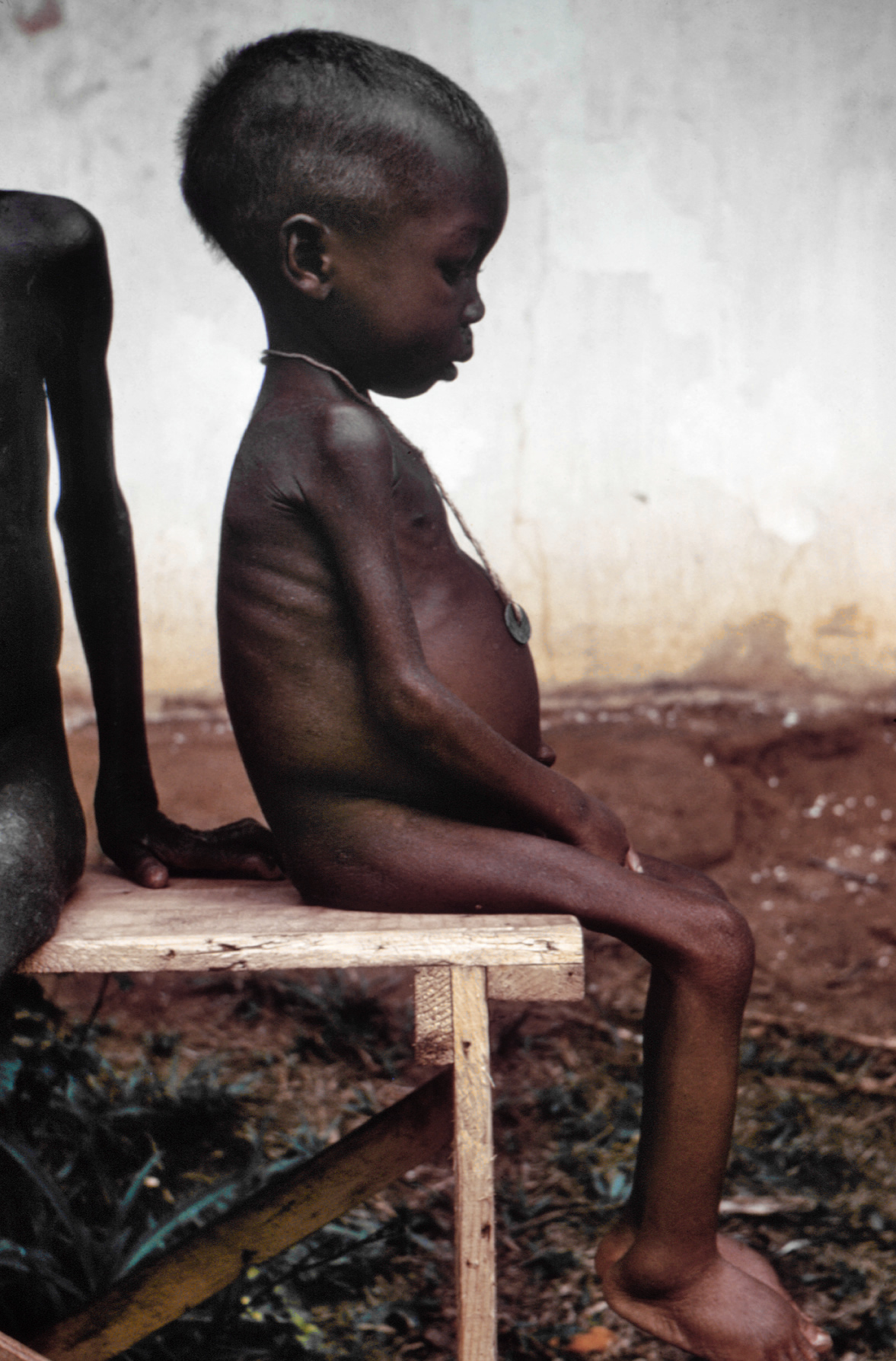
Karma: „E vina ei proprie.”

Prin karma (sanscrită: कर्म, karman, pali: kamma - efect, faptă) este înțeles un concept filosofic-religios, prin care fiecare acțiune - fizică sau spirituală - are în mod inevitabil o urmare. Aceasta nu se manifestă neapărat în actuala viață.
"Karma" înseamnă acțiune. Pentru a înțelege mai bine conceptul de karma, Swami Vivekananda în cartea sa, "Raja Yoga", folosește exemplul unei pietre aruncate în vid (unde forța gravitațională a planetelor nu există). Orice piatră arunci în acest mediu se va întoarce în cele din urmă la tine, cu un impuls (masă x viteză) egal cu cel pe care l-ai folosit pentru a o arunca. În același fel, orice acțiune se întoarce în cele din urmă, egal și in aceeași formă,  la cel care a inițiat-o. 
De ce nu este acest concept evident pentru noi toți? Explicația yoginilor himalaieni este: "pentru că uităm". Uneori, efectul acțiunilor din trecut se manifestă la un moment ulterior în aceeași viață, alteori se actualizează doar într-o viață viitoare, când condițiile sunt propice. Chiar și când se manifestă în viața actuală, noi am uitat de mult acțiunea respectivă. Și nici nu putem vedea întotdeauna legătura, pentru că ea nu este doar la nivelul fizic, material. Căile "Domnului" nu sunt întotdeauna ușor de înțeles. Este nevoie de o adâncă profunzime spirituală. 
Chiar mai dificil este să poți vedea conexiunea cu o faptă dintr-o viață anterioară, mai ales când cei mai mulți dintre noi ne întrebăm încă dacă așa ceva chiar există. 
Karma nu înseamnă neapărat ceva rău, și nu are decât o legătură extrem de vagă cu ideea creștină de "păcat". Nu este o pedeapsă. Este pur și simplu legea firii, unde ceea ce semeni, aceea culegi. Faptele bune se vor întoarce cândva la tine, la fel ca și cele negative. Depinde ceea ce proiectezi în viață, în fiecare moment.
Pe scurt, karma este un concept religios și filosofic prin care fiecare activitate, decizie fizică sau spirituală are o urmare obligatorie, pozitivă sau negativă.